# Pedro Quiñónez
Pour les articles homonymes, voir Quiñónez et Rodriguez.
Pedro Ángel Quiñónez Rodríguez, ou simplement Pedro Quiñónez, né le 4 mars 1986 à Esmeraldas en Équateur, est un footballeur international équatorien au poste de milieu défensif.
Il compte 10 sélections en équipe nationale depuis 2007. Il joue actuellement à Emelec.

## Biographie

### Équipe nationale
En 2007, Pedro Quiñónez est appelé à jouer à la Copa América 2007 en remplacement de Luis Caicedo blessé, bien qu'il n'a jamais joué en sélection. Durant la Copa América, il joue aucune rencontre. 
Pedro Quiñónez est convoqué pour la première fois par le sélectionneur national Luis Fernando Suárez pour un match amical face à la Colombie le 23 juin 2007 (défaite 3-1).
Pedro Quiñónez est sélectionné dans la liste provisoire des 30 joueurs pour la Coupe du monde 2014 par Reynaldo Rueda. Début juin, Pedro n'est pas retenu dans la liste des 23 joueurs pour jouer la Coupe du monde 2014 au Brésil.
Il compte 10 sélections et zéro but avec l'équipe d'Équateur depuis 2007.

## Palmarès
- Avec El Nacional :
  - Champion d'Équateur en 2005 et 2006

- Avec l'Emelec :
  - Champion d'Équateur en 2013

## Statistiques

### Statistiques en club
Le tableau ci-dessous résume les statistiques en match officiel de Pedro Quiñónez durant sa carrière de joueur professionnel.
| Saison                | Club                  | Championnat           | Championnat | Championnat | Coupe(s) nationale(s) | Coupe(s) nationale(s) | Compétition(s) continentale(s) | Compétition(s) continentale(s) | Compétition(s) continentale(s) | Équateur | Équateur | Total | Total |
| Saison                | Club                  | Division              | M.          | B.          | M.                    | B.                    | Comp.                          | M.                             | B.                             | M.       | B.       | M.    | B.    |
| 2004                  | El Nacional           | Serie A               | 1           | 0           | -                     | -                     | -                              | -                              | -                              | -        | -        | 1     | 0     |
| 2005                  | El Nacional           | Serie A               | 12          | 1           | -                     | -                     | -                              | -                              | -                              | -        | -        | 12    | 1     |
| 2006                  | El Nacional           | Serie A               | 15          | 1           | -                     | -                     | CL+CS                          | 1+2                            | 0                              | -        | -        | 18    | 1     |
| 2007                  | El Nacional           | Serie A               | 33          | 2           | -                     | -                     | CL+CS                          | 4+5                            | 0+1                            | 1        | 0        | 43    | 3     |
| 2008                  | El Nacional           | Serie A               | 36          | 2           | -                     | -                     | -                              | -                              | -                              | 1        | 0        | 37    | 2     |
| 2008 - 2009           | Santos Laguna         | Primera División      | 10          | 0           | -                     | -                     | LCC                            | 4                              | 0                              | -        | -        | 14    | 0     |
| 2009 - 2010           | Santos Laguna         | Primera División      | 12          | 1           | -                     | -                     | -                              | -                              | -                              | -        | -        | 12    | 1     |
| 2010                  | Emelec                | Serie A               | 30          | 0           | -                     | -                     | CL+CS                          | 7+2                            | 0                              | 2        | 0        | 41    | 0     |
| 2011                  | Emelec                | Serie A               | 34          | 1           | -                     | -                     | CL+CS                          | 5+2                            | 0                              | -        | -        | 41    | 1     |
| 2012                  | Emelec                | Serie A               | 25          | 0           | -                     | -                     | CL                             | 8                              | 0                              | -        | -        | 33    | 0     |
| 2013                  | Emelec                | Serie A               | 28          | 3           | -                     | -                     | CL+CS                          | 6+1                            | 0                              | 5        | 0        | 40    | 3     |
| 2014                  | Emelec                | Serie A               | 12          | 0           | -                     | -                     | CL                             | 6                              | 0                              | 1        | 0        | 19    | 0     |
| Total sur la carrière | Total sur la carrière | Total sur la carrière | 248         | 11          | -                     | -                     | -                              | 53                             | 1                              | 10       | 0        | 311   | 12    |